# Castleisland
Castleisland (Oileán Chiarraí en irlandais) est une ville du comté de Kerry en république d'Irlande.
La ville de Castleisland compte 2 300 habitants.

## Jumelage
Bannalec (France)